# Llista d'asteroides/147201-147300
| Nom      | Designació provisional | Data de descobriment   | Lloc de descobriment | Descobridor/s  |
| -------- | ---------------------- | ---------------------- | -------------------- | -------------- |
| 147201 - | 2002 VL113             | 13 de novembre de 2002 | Palomar              | NEAT           |
| 147202 - | 2002 VB119             | 12 de novembre de 2002 | Socorro              | LINEAR         |
| 147203 - | 2002 VM121             | 12 de novembre de 2002 | Palomar              | NEAT           |
| 147204 - | 2002 VV124             | 12 de novembre de 2002 | Socorro              | LINEAR         |
| 147205 - | 2002 VY133             | 6 de novembre de 2002  | Anderson Mesa        | LONEOS         |
| 147206 - | 2002 VJ139             | 6 de novembre de 2002  | Socorro              | LINEAR         |
| 147207 - | 2002 VK139             | 6 de novembre de 2002  | Palomar              | NEAT           |
| 147208 - | 2002 WE                | 18 de novembre de 2002 | Palomar              | NEAT           |
| 147209 - | 2002 WN5               | 24 de novembre de 2002 | Palomar              | NEAT           |
| 147210 - | 2002 WC6               | 24 de novembre de 2002 | Palomar              | NEAT           |
| 147211 - | 2002 WW7               | 24 de novembre de 2002 | Palomar              | NEAT           |
| 147212 - | 2002 WW8               | 25 de novembre de 2002 | Palomar              | NEAT           |
| 147213 - | 2002 WX13              | 28 de novembre de 2002 | Anderson Mesa        | LONEOS         |
| 147214 - | 2002 WL14              | 28 de novembre de 2002 | Anderson Mesa        | LONEOS         |
| 147215 - | 2002 WQ18              | 30 de novembre de 2002 | Haleakala            | NEAT           |
| 147216 - | 2002 XC6               | 1 de desembre de 2002  | Socorro              | LINEAR         |
| 147217 - | 2002 XT7               | 2 de desembre de 2002  | Socorro              | LINEAR         |
| 147218 - | 2002 XA11              | 3 de desembre de 2002  | Palomar              | NEAT           |
| 147219 - | 2002 XQ12              | 3 de desembre de 2002  | Palomar              | NEAT           |
| 147220 - | 2002 XZ14              | 7 de desembre de 2002  | Desert Eagle         | W. K. Y. Yeung |
| 147221 - | 2002 XT24              | 5 de desembre de 2002  | Socorro              | LINEAR         |
| 147222 - | 2002 XS28              | 5 de desembre de 2002  | Socorro              | LINEAR         |
| 147223 - | 2002 XB29              | 5 de desembre de 2002  | Socorro              | LINEAR         |
| 147224 - | 2002 XB31              | 6 de desembre de 2002  | Socorro              | LINEAR         |
| 147225 - | 2002 XQ31              | 6 de desembre de 2002  | Socorro              | LINEAR         |
| 147226 - | 2002 XB32              | 6 de desembre de 2002  | Socorro              | LINEAR         |
| 147227 - | 2002 XM34              | 5 de desembre de 2002  | Socorro              | LINEAR         |
| 147228 - | 2002 XL35              | 8 de desembre de 2002  | Desert Eagle         | W. K. Y. Yeung |
| 147229 - | 2002 XF43              | 9 de desembre de 2002  | Kitt Peak            | Spacewatch     |
| 147230 - | 2002 XU43              | 6 de desembre de 2002  | Socorro              | LINEAR         |
| 147231 - | 2002 XV47              | 10 de desembre de 2002 | Socorro              | LINEAR         |
| 147232 - | 2002 XB48              | 10 de desembre de 2002 | Socorro              | LINEAR         |
| 147233 - | 2002 XC48              | 10 de desembre de 2002 | Socorro              | LINEAR         |
| 147234 - | 2002 XV50              | 10 de desembre de 2002 | Palomar              | NEAT           |
| 147235 - | 2002 XD52              | 10 de desembre de 2002 | Socorro              | LINEAR         |
| 147236 - | 2002 XM52              | 10 de desembre de 2002 | Socorro              | LINEAR         |
| 147237 - | 2002 XC54              | 10 de desembre de 2002 | Socorro              | LINEAR         |
| 147238 - | 2002 XX54              | 10 de desembre de 2002 | Palomar              | NEAT           |
| 147239 - | 2002 XF59              | 11 de desembre de 2002 | Socorro              | LINEAR         |
| 147240 - | 2002 XW60              | 10 de desembre de 2002 | Socorro              | LINEAR         |
| 147241 - | 2002 XW62              | 11 de desembre de 2002 | Socorro              | LINEAR         |
| 147242 - | 2002 XJ63              | 11 de desembre de 2002 | Socorro              | LINEAR         |
| 147243 - | 2002 XV70              | 10 de desembre de 2002 | Socorro              | LINEAR         |
| 147244 - | 2002 XE72              | 11 de desembre de 2002 | Socorro              | LINEAR         |
| 147245 - | 2002 XV77              | 11 de desembre de 2002 | Socorro              | LINEAR         |
| 147246 - | 2002 XW77              | 11 de desembre de 2002 | Socorro              | LINEAR         |
| 147247 - | 2002 XA80              | 11 de desembre de 2002 | Socorro              | LINEAR         |
| 147248 - | 2002 XC80              | 11 de desembre de 2002 | Socorro              | LINEAR         |
| 147249 - | 2002 XZ81              | 11 de desembre de 2002 | Socorro              | LINEAR         |
| 147250 - | 2002 XL82              | 11 de desembre de 2002 | Palomar              | NEAT           |
| 147251 - | 2002 XJ85              | 11 de desembre de 2002 | Socorro              | LINEAR         |
| 147252 - | 2002 XA86              | 11 de desembre de 2002 | Socorro              | LINEAR         |
| 147253 - | 2002 XG86              | 11 de desembre de 2002 | Socorro              | LINEAR         |
| 147254 - | 2002 XK87              | 11 de desembre de 2002 | Socorro              | LINEAR         |
| 147255 - | 2002 XX88              | 14 de desembre de 2002 | Socorro              | LINEAR         |
| 147256 - | 2002 XN91              | 4 de desembre de 2002  | Kitt Peak            | M. W. Buie     |
| 147257 - | 2002 XO91              | 4 de desembre de 2002  | Kitt Peak            | M. W. Buie     |
| 147258 - | 2002 XG102             | 5 de desembre de 2002  | Socorro              | LINEAR         |
| 147259 - | 2002 XP110             | 6 de desembre de 2002  | Socorro              | LINEAR         |
| 147260 - | 2002 XH113             | 6 de desembre de 2002  | Socorro              | LINEAR         |
| 147261 - | 2002 YQ                | Anderson Mesa          | LONEOS               |                |
| 147262 - | 2002 YV                | Anderson Mesa          | LONEOS               |                |
| 147263 - | 2002 YF7               | 28 de desembre de 2002 | Kitt Peak            | Spacewatch     |
| 147264 - | 2002 YO7               | 31 de desembre de 2002 | Socorro              | LINEAR         |
| 147265 - | 2002 YP8               | 31 de desembre de 2002 | Socorro              | LINEAR         |
| 147266 - | 2002 YW8               | 31 de desembre de 2002 | Socorro              | LINEAR         |
| 147267 - | 2002 YE11              | 31 de desembre de 2002 | Socorro              | LINEAR         |
| 147268 - | 2002 YH15              | 31 de desembre de 2002 | Socorro              | LINEAR         |
| 147269 - | 2002 YP16              | 31 de desembre de 2002 | Socorro              | LINEAR         |
| 147270 - | 2002 YT16              | 31 de desembre de 2002 | Socorro              | LINEAR         |
| 147271 - | 2002 YG24              | 31 de desembre de 2002 | Socorro              | LINEAR         |
| 147272 - | 2002 YV25              | 31 de desembre de 2002 | Socorro              | LINEAR         |
| 147273 - | 2002 YB26              | 31 de desembre de 2002 | Socorro              | LINEAR         |
| 147274 - | 2002 YB27              | 31 de desembre de 2002 | Socorro              | LINEAR         |
| 147275 - | 2002 YH29              | 31 de desembre de 2002 | Socorro              | LINEAR         |
| 147276 - | 2002 YZ29              | 31 de desembre de 2002 | Socorro              | LINEAR         |
| 147277 - | 2002 YC31              | 31 de desembre de 2002 | Socorro              | LINEAR         |
| 147278 - | 2002 YU31              | 31 de desembre de 2002 | Socorro              | LINEAR         |
| 147279 - | 2002 YH32              | 30 de desembre de 2002 | Haleakala            | NEAT           |
| 147280 - | 2002 YJ33              | 30 de desembre de 2002 | Socorro              | LINEAR         |
| 147281 - | 2002 YG35              | 31 de desembre de 2002 | Socorro              | LINEAR         |
| 147282 - | 2003 AE10              | 1 de gener de 2003     | Socorro              | LINEAR         |
| 147283 - | 2003 AD14              | 1 de gener de 2003     | Socorro              | LINEAR         |
| 147284 - | 2003 AR22              | 7 de gener de 2003     | Socorro              | LINEAR         |
| 147285 - | 2003 AF24              | 4 de gener de 2003     | Socorro              | LINEAR         |
| 147286 - | 2003 AF28              | 4 de gener de 2003     | Socorro              | LINEAR         |
| 147287 - | 2003 AA29              | 4 de gener de 2003     | Socorro              | LINEAR         |
| 147288 - | 2003 AJ32              | 5 de gener de 2003     | Socorro              | LINEAR         |
| 147289 - | 2003 AM35              | 7 de gener de 2003     | Socorro              | LINEAR         |
| 147290 - | 2003 AZ35              | 7 de gener de 2003     | Socorro              | LINEAR         |
| 147291 - | 2003 AD38              | 7 de gener de 2003     | Socorro              | LINEAR         |
| 147292 - | 2003 AY39              | 7 de gener de 2003     | Socorro              | LINEAR         |
| 147293 - | 2003 AR42              | 7 de gener de 2003     | Haleakala            | NEAT           |
| 147294 - | 2003 AD43              | 5 de gener de 2003     | Socorro              | LINEAR         |
| 147295 - | 2003 AE48              | 5 de gener de 2003     | Socorro              | LINEAR         |
| 147296 - | 2003 AS54              | 5 de gener de 2003     | Socorro              | LINEAR         |
| 147297 - | 2003 AO57              | 5 de gener de 2003     | Socorro              | LINEAR         |
| 147298 - | 2003 AR57              | 5 de gener de 2003     | Socorro              | LINEAR         |
| 147299 - | 2003 AU58              | 5 de gener de 2003     | Socorro              | LINEAR         |
| 147300 - | 2003 AQ59              | 5 de gener de 2003     | Socorro              | LINEAR         |